# Bonnefanten Award for Contemporary Art

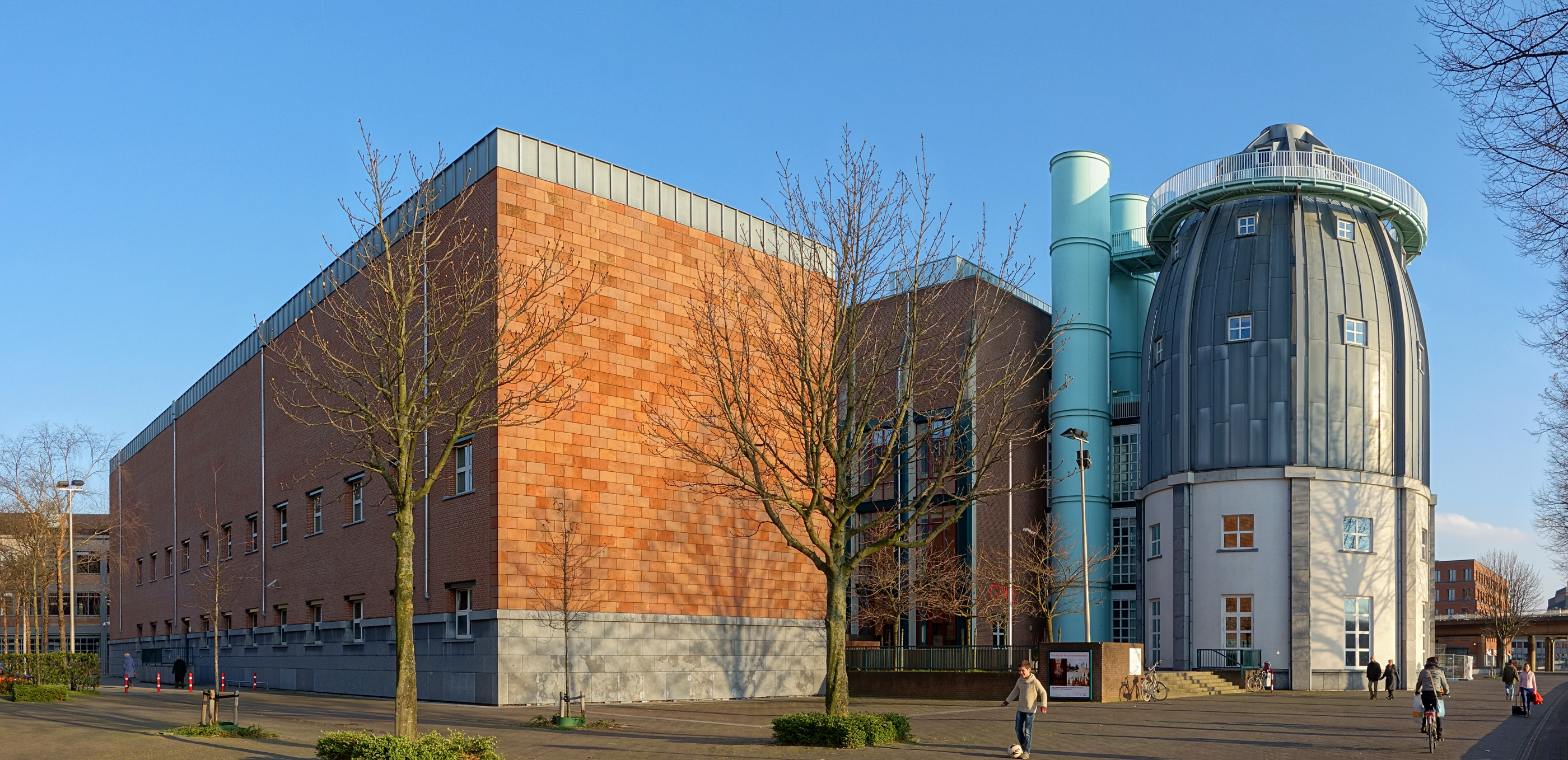
Bonnefantenmuseum i Maastricht

John Baldessari, 2008 års pristagare

Bonnefanten Award for Contemporary Art, före 2014 Biennial Award for Contemporary Art, är ett internationellt konstnärspris, vilket delats ut vartannat år av Bonnefantenmuseum i Maastricht i Nederländerna. Det är en direkt fortsättning av Vincent Award, som museet delade ut år 2000, 2002 och 2004.
Pristagare väljs av en internationellt sammansatt jury. För 2014 års pris bestod den av Alfred Pacquement från Musée National d'Art Moderne i Paris), kuratorn Cristiana Tejo från Brasilien, museichefen Ivo Mesquita på Pinacoteca do Estado i São Paulo i Brasilien, museichefen Victoria Noorthoorn Museo de Arte Moderno Buenos Aires i Argentina och  Bonnefantenmuseets chef Stijn Huijts. 
Priset består av ett belopp på 50.000 euro, en utställning på Bonnefantenmuseum samt publicerandet av en katalog.

## Pristagare
- 2014 Laura Lima, brasiliansk performanceartist
- 2012 Mary Heilmann, amerikansk målare och keramiker
- 2010 Francis Alÿs, belgisk arkitekt och konstnär
- 2008 John Baldessari, amerikansk konceptkonstnär
- 2006 Bethan Huws, brittisk konceptkonstnär
- 2004 Pawel Althamer, polsk skulptör (Vincent Award)
- 2002 Neo Rauch, tysk målare (Vincent Award)
- 2000 Eija-Liisa Ahtila, finländsk videoartist och fotograf (Vincent Award)